# دانشکده حکمرانی دانشگاه تهران
دانشکدهٔ حکمرانی دانشگاه تهران یکی از جدیدترین دانشکده‌های دانشگاه تهران است. این دانشکده در تاریخ ۲۵ بهمن ۱۴۰۰ با هدف پرورش دانشمندان، رهبران و حکمرانان خردمند با تأکید بر توسعهٔ توانمندی‌های فنی و عقلانیت مبتنی بر اخلاق و عدالت اجتماعی تأسیس شد.
آزمایشگاه خط‌مشی و حکمرانی این دانشکده به‌عنوان بستری جهت حل چالش‌های حکمرانی راه‌اندازی شده است. این آزمایشگاه با ایجاد ظرفیت اقدام و خطا به سیاست‌گذاران امکان ارزیابی و بازبینی تصمیمات را می‌دهد.

## گروه‌های آموزشی
- حکمرانی نوآوری و توسعهٔ پایدار
- حکمرانی کشاورزی، آب و انرژی
- آینده‌پژوهی و حکمرانی آموزش

### رشته‌های تحصیلی

##### مقطع ارشد و دکتری
- حکمرانی آب
- حکمرانی آموزش
- حکمرانی اقتصادی
- حکمرانی انرژی
- حکمرانی جمعیت و خانواده
- حکمرانی علوم زیستی و سلامت
- حکمرانی علم، فناوری و نوآوری
- حکمرانی کشاورزی و منابع طبیعی
- حکمرانی محیط‌زیست
- آینده‌پژوهی

## پذیرش دانشجو
فارغ‌التحصیلان مقطع کارشناسی رشته‌های مختلف اعم از کشاورزی، فنی، انرژی، آب و … می‌توانند مقاطع ارشد و دکتری را در رشتهٔ حکمرانی مرتبط با تخصص کارشناسی خود ادامه دهند و در مقطع ارشد و دکتری در دانشکدهٔ حکمرانی، مهارت‌های مدیرتی و تحلیل را فراگیرند. البته با این داوطلبان مصاحبه می‌شود تا ظرفیت و استعداد مدیریتی آنها مورد سنجش قرار گیرد. سابقهٔ کار تخصصی در رشتهٔ دورهٔ کارشناسی‌شان، یک امتیاز در زمینهٔ پذیرش آنها محسوب می‌شود.